# 清河郡 (南梁)
清河郡，中國南梁时設置的僑郡。
梁武帝時，置建州（治高平城，今河南省商城縣東），領高平郡、新蔡郡、陳留郡、魯郡、南陳郡、光城郡、清河郡七僑郡，其中清河郡僅領清河一縣。侯景之亂爆發後，建州入東魏，改為南建州。北齊文宣帝天保七年（556年），省併清河郡及其所領清河縣。